# تفرغ زينة
تفرغ زينة هي حي رئيسي من أحياء العاصمة الموريتانية نواكشوط، فهي عاصمة ولاية نواكشوط الغربية (إحدى ولايات نواكشوط الثلاث)، وهي مقاطعة من مقاطعات نواكشوط التسع، تقع في الشمال الغربي للمدينة، وتُعتبر «بلدية» في التقسيم الإداري الموريتاني. يصل تعداد سكانها إلى 48.093 نسمة (تقدير 2009)، وعُمدة البلدية الحالية هو السيد «الطالب ولد المحجوب». بها عديد المعالم المهمة، ففيها نادي تفرغ زينة لكرة قدم، ومسجد تفرغ زينة الكبير، والاستاد الأوليمبي، وكلينيك الشفاء الشهير محليًّا.